# Preply
Preply est une application d'apprentissage des langues en ligne basée à Kiev, en Ukraine, avec des bureaux à Barcelone, en Espagne,.
Depuis septembre 2021, Preply connecte plus de 40 000 tuteurs enseignant 50 langues dans 180 pays à travers le monde.

## L'historique
L'entreprise a été fondée en 2012 par les entrepreneurs ukrainiens Kirill Bigai, Dmytro Voloshyn et Serge Lukyanov. Le site Web, preply.com, a été relancé en novembre 2013 en mettant l'accent sur l'apprentissage des langues en ligne. Le 31 août 2013, Preply est devenue une startup ukrainienne de premier plan dans le domaine de l'éducation après un investissement initial de 180 000 $ de Semyon Dukach, Borya Shakhnovich, Vadim Yasinovsky, Dan Pasko, Torben Majgaard,. En 2013, la société a commencé à se développer sur les marchés d'Ukraine, de Biélorussie, de Russie, du Kazakhstan et de Pologne.
En 2016, la plate-forme Preply a été restructurée grâce à l'ajout d'un algorithme de classement de l'apprentissage automatique en ce qui concerne les recommandations et l'évaluation des tuteurs. En 2018, Preply Classroom (anciennement Preply space) a été lancé en tant qu'écosystème d'apprentissage des langues comprenant une plate-forme vidéo intégrée, le chat en ligne, le partage d'écran, etc.
En 2019, Preply a ouvert un nouveau bureau à Barcelone, en Espagne, et a étendu ses services aux marchés britannique, allemand et espagnol. 

## Le produit
Preply est basé sur un tutorat humain individuel. L'entreprise utilise un algorithme d'apprentissage automatique pour augmenter l'efficacité de la correspondance entre les apprenants et les tuteurs selon une variété de paramètres tels que le prix, la disponibilité, le pays de naissance, les autres langues parlées, les objectifs d'apprentissage, etc.
Preply a développé un produit Curriculum propriétaire qui complète l'apprentissage humain en fournissant des tests de placement avec reconnaissance vocale par inteligence artificielle (IA), des exercices de vocabulaire interactifs disponibles sur toutes les plateformes ainsi que d'autres fonctionnalités.